# 秋丸美帆
秋丸 美帆（あきまる みほ、1987年10月12日 - ）は、日本の釣り師。愛称はみっぴ。

## 経歴
福岡市出身、福岡市在住。2008年、ダイワの創立50周年に行われた第2回「ダイワスーパーフレッシュアングラーズオーディション」で選出され、以後テレビや各種イベントで釣りの楽しさを世の中に広めていく活動をしている。2022年5月、釣り師の岩崎林太郎と結婚した。

## テレビ
- THE_フィッシング[2]
- 照英・秋丸美帆の最強!釣りバカ対決!![6]

## 書籍
- 『みっぴ100%』つり人社、2017年 ISBN 978-4864473019
- 『みっぴのゆるふわ釣り行脚』内外出版社、2018年 ISBN 978-4862573957

## DVD
- 『mippy 秋丸美帆 釣り旅～壱岐島編』内外出版社、2019年 ISBN 978-4862574428